# James Reston
James Barrett Reston (Clydebank, 3 novembre 1909 – Washington, 6 dicembre 1995) è stato un giornalista statunitense, soprannominato "Scotty".

## Biografia
Per molti anni lavorò per il The New York Times.
Il 24 dicembre 1935 sposò Sarah Jane Fulton, avendo tre figli: James, Thomas e Richard.
I suoi libri più famosi furono Prelude to Victory (1942), The Artillery of the Press (1967), Sketches in the Sand (1967) e Deadline (1991).